# David Wallach

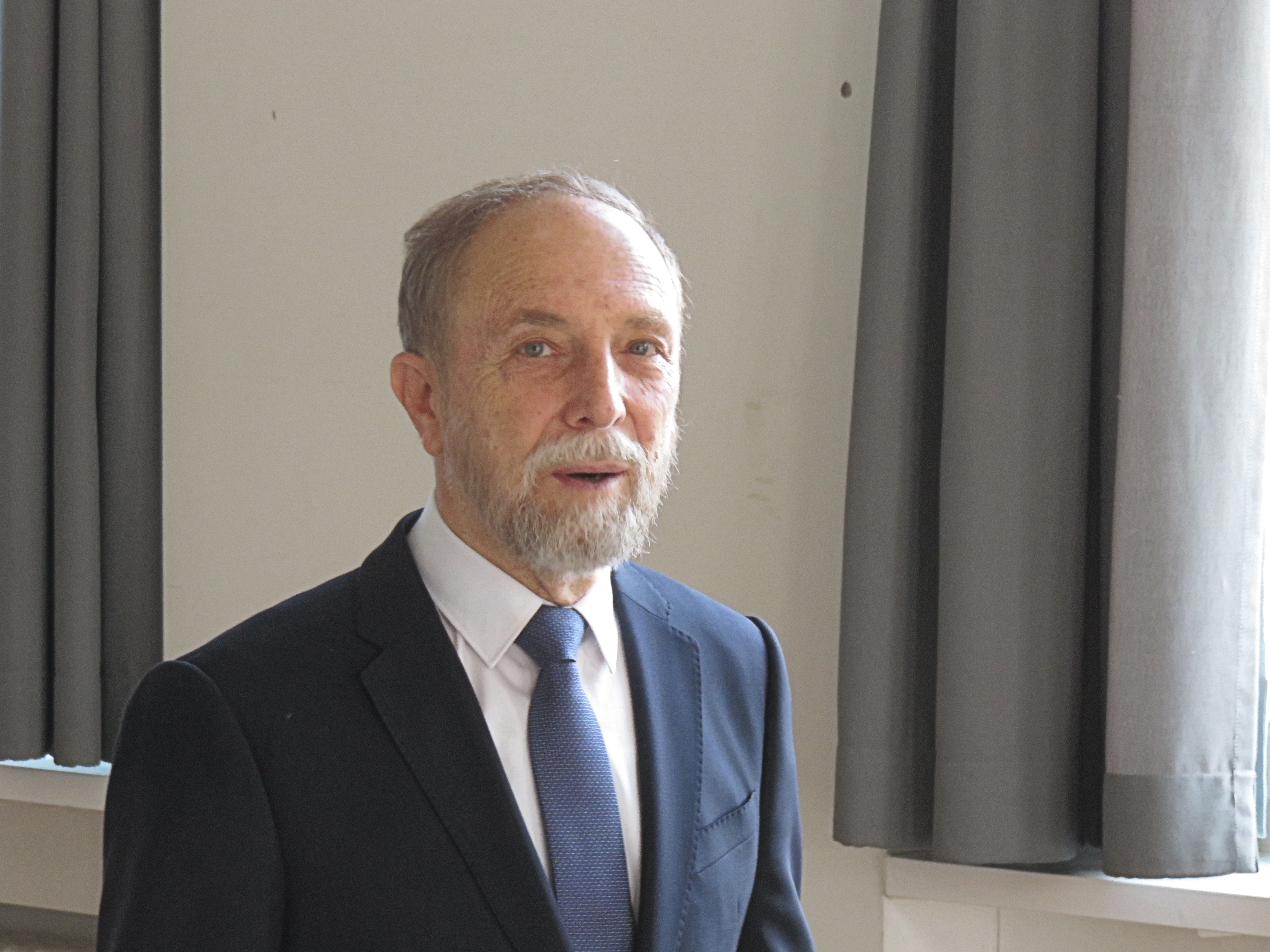
David Wallach, 2018, in Frankfurt am Main

David Wallach (geboren 23. Januar 1946 in Haifa, Israel) ist ein israelischer Molekularbiologe. 

## Leben
David Wallach zog mit 18 Jahren von Kiryat Bialik bei Haifa nach Jerusalem. Er studierte ab 1966 Biochemie und Chemie an der Hebräischen Universität Jerusalem, erwarb dort 1968 den Bachelor-Grad, 1969 den Magister-Grad und wurde 1974 bei Michael Schramm promoviert. Seine Dissertation befasste sich mit Mechanismen der Erzeugung von Zellmembranen und der Anordnung der Proteine in den Granula von Sekretionsdrüsen  bei Ratten.
Als Postdoc war er von 1974 bis 1977 an den National Institutes of Health in Bethesda (Maryland) bei Ira Pastan beschäftigt. Seit 1977 ist er am Weizmann-Institut für Wissenschaften tätig, wo er 1983 Associate Professor und 1995 Professor wurde.
Seine Eltern stammten aus der Bukowina und aus Galizien, und Wallach ist in der Erhaltung der jüdischen Kultur dieser Gebiete engagiert. Seine Schwester Sarah Stroumsa ist Arabistin und Professorin an der Hebräischen Universität und war dort Rektorin.

## Forschung
Wallach untersucht seit 1977 die Wirkungsweise von Zytokinen, das sind Proteine, die das Zellwachstum und die Differenzierung von Zellen regulieren. Insbesondere ging er der Frage nach, ob der Körper über molekulare Signalgeber verfügt, die Zellen gezielt dem programmierten Zelltod zuführen. Im Verlauf seiner Forschung gelang es ihm, einen Wirkstoff zu isolieren, den er Cytotoxin nannte. Es war jedoch zunächst nicht nachvollziehbar, ob dieses Cytotoxin als bloßes Zellgift fungiert oder ob es ein Botenstoff ist, der komplexere Wirkungen in den Zellen herbeiführt. Letztlich gelang es ihm und seiner Arbeitsgruppe, die chemische Struktur des Cytotoxin aufzuklären, die sich als vollständig identisch mit dem Tumornekrosefaktor (TNF) erwies. Zugleich wurden mit dieser Entdeckung zwei bis dahin völlig unabhängige Forschungsgebiete zusammengeführt, denn TNF hatte bis dahin allein im Fokus der Forschung zur Krebsentstehung gestanden.
Wallach änderte nun die Zielsetzung seiner Forschung, da er vermutete, die Zellen müssten – gewissermaßen als Gegengewicht gegen den programmierten Zelltod – auch über Schutzmechanismen gegen TNF und den induzierten Zelltod verfügen. Tatsächlich gelang es seiner Arbeitsgruppe, die ersten beiden TNF-Rezeptoren zu isolierten und deren Funktion zu beschreiben: Zellen können die nach außen gerichteten Bindungsregionen der TNF-Rezeptoren kappen; die gekappten Rezeptoren fangen daraufhin das TNF vor den Zellen ab und unterbinden so die Anlagerung von TNF auf den Zellen. Aus diesen Erkenntnissen folgte die Entwicklung von Arzneimitteln gegen entzündliche Erkrankungen.
Er arbeitet auch mit der Pharmafirma Merck-Serono und deren israelischen Ableger Interpharm an der Anwendung der Cytokin-Forschung bei Medikamenten für Autoimmunkrankheiten wie Psoriasis, rheumatische Arthritis und Morbus Crohn. Seine Forschungen trugen zur Entwicklung der Medikamente Etanercept und Adalimumab bei.

## Ehrungen
2011/2012 war David Wallach Präsident der International Cytokine Society. 2014 erhielt er außerdem den EMET-Preis der A.M.N. Foundation for the Advancement of Science, Art and Culture in Israel.
2018 erhielt er mit Anthony Cerami den Paul-Ehrlich-und-Ludwig-Darmstaedter-Preis. Gewürdigt wurde sein Beitrag zur Erforschung des Tumornekrosefaktors (TNF) und der Funktion der TNF-Rezeptoren für das Entstehen von Entzündungen und für den Zelltod (Apoptose).
2021 erhielt er die Ehrendoktorwürde des Trinity College Dublin der Universität Dublin.